# STO Films
STO Films – nieistniejąca, polska wytwórnia filmowa z siedzibą w Łodzi. Założycielami byli związany wcześniej ze studiem Se-Ma-For kierownik produkcji Ryszard Okuński i przedsiębiorca Stanisław Plakwicz. Produkowała filmy i seriale animowane, głównie na zlecenie Telewizji Polskiej. Studio produkcyjne mieściło się w budynkach przy Karolewskiej 1. Ze studiem współpracowali m.in. Jadwiga Jasny-Mazurek, Danuta Adamska-Strus czy Eugeniusz Strus. STO Films zakończyło działalność po ustaniu zleceń ze strony Telewizji Polskiej na produkcje dla dzieci.

## Filmy i seriale
- Nienormalni (1990)
- Kasztaniaki (1990-1997)
- Bąblandia (1991-1993)
- Kulfon, co z ciebie wyrośnie? (1996-1997)
- Bardzo przygodowe podróże Kulfona (1997-1999)